# Спириденки
Спириденки — деревня в Великолукском районе Псковской области России. Входит в состав сельского поселения «Успенская волость».
Расположена в 46 км к юго-востоку от райцентра Великие Луки и в 6 км к юго-востоку от волостного центра Успенское.

## Население
Численность населения деревни по состоянию на 2000 год составила 23 жителя, на 2010 год — 21 житель.